# Степний (Біловський округ)
Степни́й (рос. Степной) — селище у складі Біловського округу Кемеровської області, Росія.

## Населення
Населення — 236 осіб (2010; 296 у 2002).
Національний склад (станом на 2002 рік):
- росіяни — 92 %